# Neanurini
Tribu
Les Neanurini sont une tribu de collemboles de la famille des Neanuridae.

## Liste des genres
Selon Checklist of the Collembola of the World (version du 4 novembre 2019) :
- Albanura Deharveng, 1982
- Balkanura Cassagnau, 1979
- Cansilianura Dallai & Fanciulli, 1983
- Catalanura Deharveng, 1982
- Caucasanura Kuznetsova & Potapov, 1988
- Christobella Fjellberg, 1985
- Cryptonura Cassagnau, 1979
- Deutonura Cassagnau, 1979
- Edoughnura Deharveng, Hamra-Kroua & Bedos, 2007
- Endonura Cassagnau, 1979
- Ghirkanura Kuznetsova & Potapov, 1988
- Imparitubercula Stach, 1951
- Itanura Queiroz & Deharveng, 2015
- Kalanura Smolis, 2007
- Lathriopyga Caroli, 1912
- Metanura Yosii, 1954
- Monobella Cassagnau, 1979
- Nahuanura Palacios-Vargas & Najt, 1986
- Neanura MacGillivray, 1893
- Neanurella Cassagnau, 1968
- Persanura Mehrafroz Mayvan, Shayanmehr, Smolis & Skarzynski, 2015
- Protanura Börner, 1906
- Pumilinura Cassagnau, 1979
- Tetraloba Lee, 1983
- Thaumanura Börner, 1932
- Vietnura Deharveng & Bedos, 2000
- Xylanura Smolis, 2011

## Publication originale
- Börner, 1901 : Zur Kenntnis der Apterygoten-Fauna von Bremen und der Nachbardistrikte. Beitrag zu einer Apterygoten-Fauna Mitteleuropas. Abhandlungen des Naturwissenschaftlichen Vereins zu Bremen, vol. 17, no 1, p. 1-140 (texte original).